# Нова Горица
 Нова Горица (словен. Nova Gorica) је један од већих градова у Словенији и најважније насеље Горишке регије, односно најзападнијег дела државе. Нова Горица је и управно средиште истоимене општине Нова Горица.
Нова Горица има града-близанца, град Горицу, у Италији, са којом је чинила целину до краја Другог светског рата.

## Положај
Град Нова Горица налази се у крајње западном делу земље, на самој граници са Италијом и наспрам италијанског града Горице, са којом је чинила целину до краја Другог светског рата. Од престонице Љубљане Нова Горица је удаљена 110 km.

## Природне одлике
Рељеф: Нова Горица се сместила у долини Соче, на месту њеног уласка у крајње источни део Падске низије. Иако је Нова Горица већим делом у равници, источно од града нагло уздиже се планина Трновски Гозд. Најближа брда граду је су Света гора и Костањевица са манастиром на врху.
Клима: У граду влада оштрија варијанта средоземне климе.
Воде: Кроз град протиче река Соча.

## Историја
Нова Горица је најмлађи већи град у Словенији, изграђена у савременом духу од 1948. године, када је Париски мировни уговор успоставио нову границу између Југославије и Италије, оставивши оближњу Горицу изван Југославије и тако одсекавши подручје доњег дела долине Випава и Горње Соче од њеног обласног средишта. Изградња новог града надопунила је ову празнину. Град је потпуно савременог изгледа, са булеварима и слободностојећим зграда, отвореним блоковима и са много зеленила.

## Становништво
На градском подручју Нове Горице данас живи 21.082 становника, махом Словенаца. Уже насеље Нова Горица има око 13.000 становника.

## Привреда
Нова Горица данас спада у најразвијенија насеља Словеније захваљујући близини Италије. С тим у вези постоји низ делатности везаних за промет преко границе.
Северозападно од града се налазе Горишка брда, позната по добром вину. 

## Образовање
Као и сваки већи град у држави и Нова Горица има развијену мрежу основних и средњих школа. У граду је скоро основан и Универзитет Нове Горице.

## Градске занимљивости
Јужно од града се налази брдо Костањевица, где се налази Црква објаве наше госпе и фрањевачки манастир. Последњи чланови династије Бурбон, француске краљевске породице, су сахрањени у крипти испод цркве .
Насупрот брду Костањевица, северно од града је брдо Света гора, чији врх, висок 682 m, привлачи путнике већ 450 година. По лепом дану посетиоци могу да виде Истру, Венецију, Доломите и Камничке и Јулијске Алпе. На врху планине се налази базилика, у којој се повремено одржавају концерти, фрањевачки манастир и музеј битке на Сочи.

## Партнерски градови
- Клагенфурт
- Александровац
- Оточац
- Сан Вендемијано
- Oğuz

## Галерија
- Средишњи део Нове Горице
- Главни градски трг
- Градска железничка станица